# Fontcouverte (Charente-Maritime)
Fontcouverte is een gemeente in het Franse departement Charente-Maritime (regio Nouvelle-Aquitaine). De plaats maakt deel uit van het arrondissement Saintes. Fontcouverte telde op 1 januari 2022 2.313 inwoners.

## Geografie
De oppervlakte van Fontcouverte bedroeg op 1 januari 2022 11,58 vierkante kilometer; de bevolkingsdichtheid was toen 199,7 inwoners per km².
De onderstaande kaart toont de ligging van Fontcouverte met de belangrijkste infrastructuur en aangrenzende gemeenten.

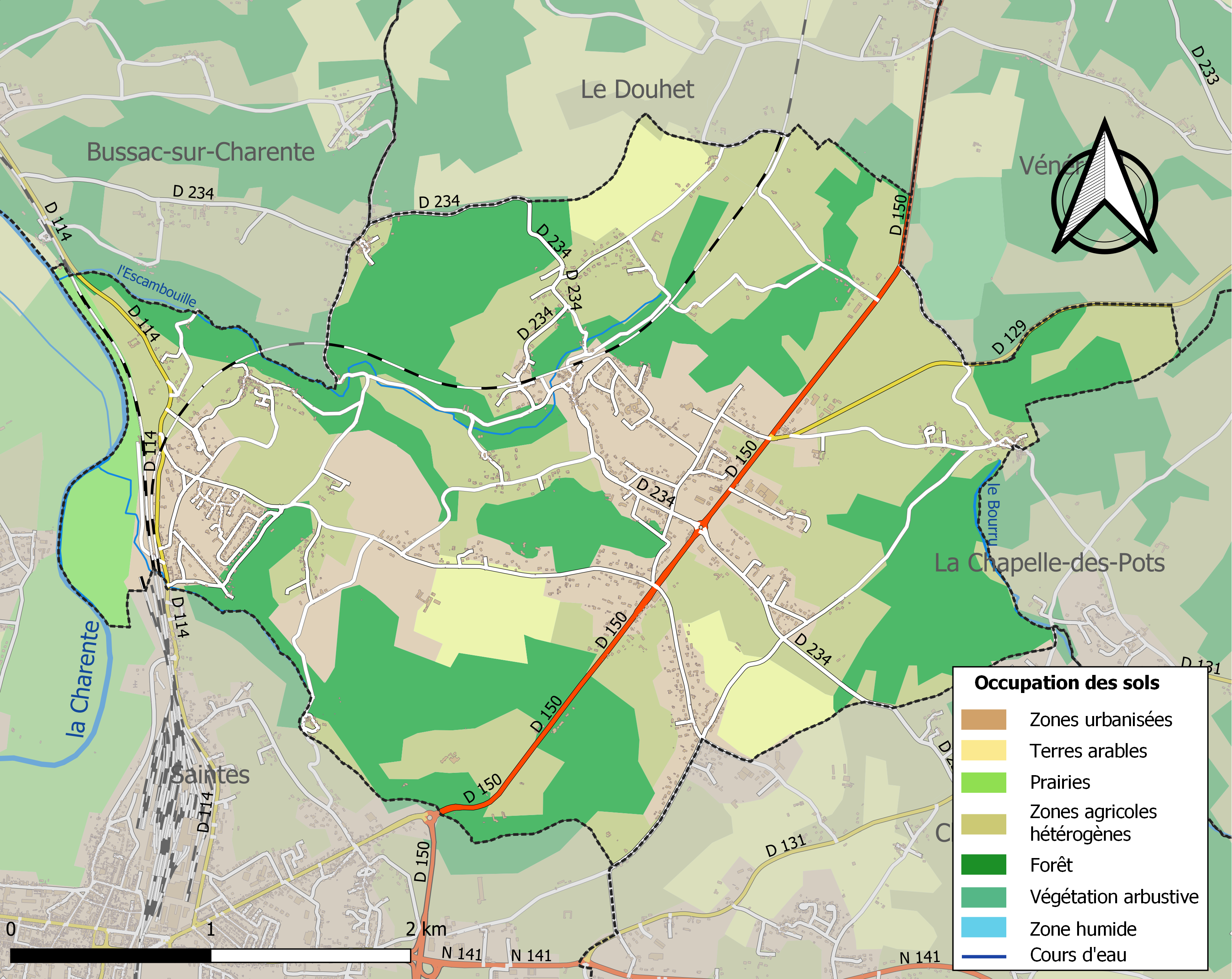

## Demografie
Onderstaande figuur toont het verloop van het inwonertal (bron: INSEE-tellingen).